# Charles E. Leiserson
Charles Eric Leiserson est un informaticien américain. Il travaille surtout dans les domaines du parallélisme (informatique) et du calcul distribué. Il est réputé comme l'un des trois, puis des quatre coauteurs du livre Introduction to Algorithms.

## Biographie
Leiserson obtient un B. Sc. en informatique et mathématiques à l'université Yale en 1975, et un Ph. D. en informatique à l'université Carnegie-Mellon en 1981, sous la direction de Jon Bentley et H. T. Kung (en). Il rejoint le Massachusetts Institute of Technology en janvier 1981, et est nommé professeur titulaire en 1992. De plus, il est l'un des dirigeants du groupe de recherche Theory of Computation au MIT Computer Science and Artificial Intelligence Laboratory. Il était auparavant directeur de la recherche et des architectures de systèmes chez Akamai Technologies. Il est le fondateur et dirigeant technique de l'entreprise Cilk Arts, Inc., une start-up qui développait la technologie Cilk pour les applications sur microprocesseur multi-cœur. L'entreprise a été rachetée par Intel en 2009.

## Travaux
Leiserson est l'inventeur du réseau d'interconnexion fat-tree (en), un réseau d'interconnexion matériel utilisé dans de nombreux super-ordinateurs, y compris la Connection Machine (en) CM5, pour laquelle il a développé l'architecture réseau, lorsqu'il était en détachement à l’entreprise Thinking Machines Corporation. Il a participé aux débuts de la théorie des circuits VLSI, y compris la méthode du retiming (en) d'optimisation digitale avec James B. Saxe et les réseaux systoliques avec H. T. Kung (en). Il a conçu la notion d'algorithme cache-oblivious (en), des algorithmes qui n'optimisent pas la taille du cache ou la longueur des lignes du cache et qui pourtant utilisent ce cache de façon presque optimale. Il a aussi développé, dans le langage Cilk, un algorithme de work stealing (en) efficace dans l'ordonnancement des processus.

## Livre
Leiserson est coauteur, avec Thomas H. Cormen, Ronald L. Rivest, et Clifford Stein, du livre Introduction to Algorithms traduit en une dizaine de langues, et édité en français sous le titre Introduction à l'Algorithmique.

## Prix et récompenses
- 1982 : La thèse de doctorat de Leiserson, intitulée Area-Efficient VLSI Computation, est couronnée du tout premier des Doctoral Dissertation Award de l'ACM.
- 1985 : La National Science Foundation lui décerne le Presidential Young Investigator Award.
- 2006 : Nommé Fellow de l'Association for Computing Machinery.
- 2013 : Nommé Fellow de l'Association américaine pour l'avancement des sciences.
- 2013 : Prix Paris Kanellakis, en même temps que Robert D. Blumofe, un de ses anciens étudiants, « pour les contributions au calcul parallèle efficace et robuste grâce à deux protocoles de programmation randomisés efficaces et à un ensemble de primitives de langage parallèle constituant le cadre de CILK. Des implémentations de ces protocoles et le cadre conceptuel ont été déployés sur des dizaines de millions de machines et ont donc un impact quotidien. »[3]
- 2014 : ACM - IEEE CS Ken Kennedy Award[3]
- 2014 : Taylor L. Booth Education Award de la IEEE Computer Society, « pour son impact mondial dans l'enseignement de l'informatique grâce à la rédaction d'un manuel d'algorithmique qui est un best-seller, et à l'élaboration de cours sur les algorithmes et la programmation parallèle »[4].

## Articles liés
- Thinking Machines Corporation
- Thomas H. Cormen
- Ronald L. Rivest
- Clifford Stein